# Premis Isabel Ferrer
Els Premis Isabel Ferrer, són uns premis convocats des de 1999 per la Direcció General de l'Institut Valencià de les Dones i per la Igualtat de Gènere, de la Conselleria d'Igualtat i Polítiques Inclusives, a fi de reconèixer i premiar públicament aquelles persones físiques i jurídiques que, des d'un àmbit personal, laboral, social, institucional o cultural, han destacat per trencar els prejudicis socials i culturals que impedeixen a les dones ser iguals als homes o que hagen destacat per la seua tasca en favor de la igualtat entre homes i dones. Estos premis es creen en commemoració de la castellonenca Isabel Ferrer Giner que va contribuir en el segle XVII a la promoció educativa de les xiquetes i va crear un centre d'ensenyament totalment gratuït.

## Guardonades[3]
- 1999: Equip Femení del Club Llevant U.E., Villa Teresita, Pilar Allué Blasco
- 2000: Sara García Santamaría, Amparo Alarcón García, Mª Cristina Hernández García, Federació Valenciana de Persones Sordes (FESORD), Asociación de Fomento y Desarrollo Empresarial (AFYDE)
- 2001: Guillermina Medrano Aranda, Carmen Sarmiento García, Orzala Ashraf Nemat
- 2002: Carmen Garrigós Pérez, Margarita Salas Falgueras, Nawal El Saadawi
- 2003: Charo Bogas Fernández, Alicia Alonso, Alison Lapper, Heather Mills McCartney, Lourdes Alonso Belza
- 2004: Club de Basquet Ros Casares València, Sheila Herrero Lapuente, Ljiljana Ljubisic, Annie Sugier i Linda Weil-Curiel
- 2005: Adela Cortina Orts, María Galiana Medina, Anne Ferrer, Amparo Ausina Pérez
- 2006: Aurora Gallego Losada, Asociación Centro de Asistencia a víctimas de agresiones sexuales (CAVAS), Teresa Berganza Vargas, Esther Chávez Cano, Reina Matilde Barahona González
- 2007: Anna Lluch Hernández, Irene Villa González, Ela Bhatt, Loyola de Palacio del Vallelersundi
- 2008: Laura Gallego García, Victoria Fernández Prieto, Josefina Martínez Cánovas, Grup Gamma de la Policia Local de València
- 2009: María Luisa Gimeno Huerta, Pilar Mateo Herrero, Congregación de Terciarias Capuchinas de la Sagrada Familia, Amparo Adarves Rodríguez
- 2010: Teresa Gisbert Jordà, Reyes Martí Miró, Bárbara Allende Gil de Biedma (Ouka Leele)
- 2011: Asunción Francés Camarena, Pilar Serrano Paz, Matilde Asensi Carratalà
- 2012: Patricia Campos Doménech, Carmen Llombart Pérez, Elisa Palomino Pérez, Lourdes Capote Rodríguez
- 2013: Albina Gil Fernández, Pilar Ortiz González, Rosa María Visiedo Claverol, Club d'Atletisme València Terra i Mar
- 2014: Adela Blanes Sureda, Nieves Ramos Rosario, Mónica Merenciano Herrero
- 2015: Beatriz Fernández Aucejo, María Torrijo Moll, Equips humans dels centres públics i privats que atenen a dones en situació de vulnerabilitat
- 2016: Coordinadora Feminista de València (Federació Estatal d'Organitzacions Feministes), Virginia Molina Maruenda, Pilar Dolz Mestre
- 2017: Carmen Alborch Bataller, Les dones pescadores de El Palmar, Neus Albertos Meri
- 2018: Elisa Sanchis Pérez, María Elena Simón Rodríguez, Margarita Ramón-Borja Berenguer[4]
- 2019: Amàlia Alba, el Grup de Dones dels Ports i Carme Miquel[5]